# Elektrische locomotief

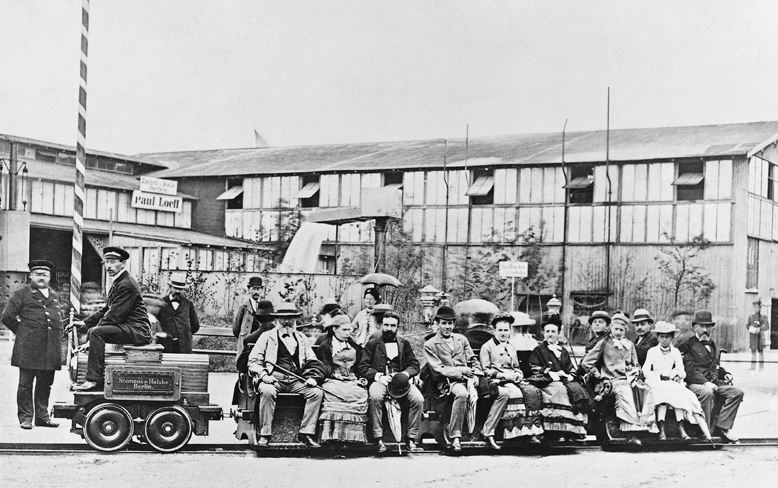
Allereerste elektrische locomotief tijdens de wereldtentoonstelling van 1879 in Berlijn.

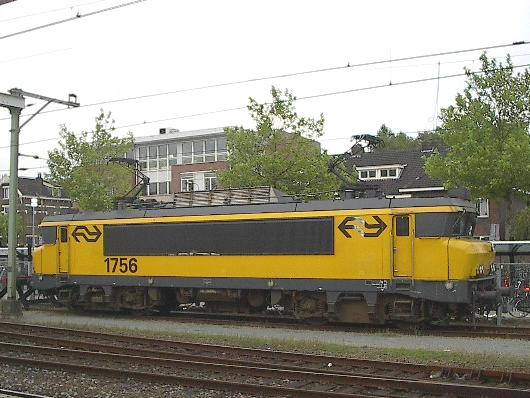
Elektrische locomotief van NS Reizigers (1700-serie)

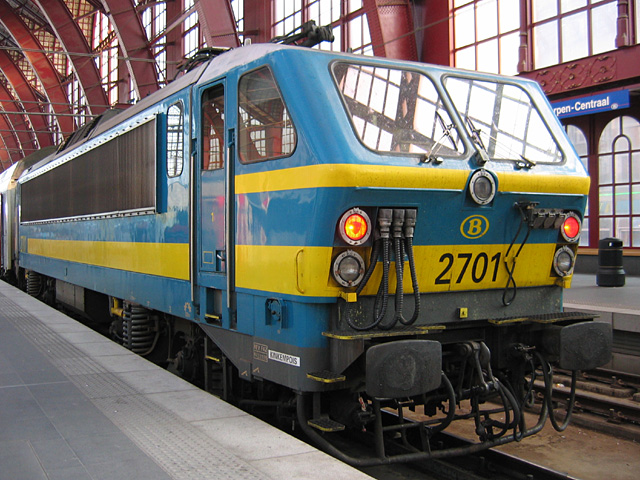
Elektrische locomotief van de NMBS (Reeks 27)

Een elektrische locomotief is een locomotief die elektriciteit als energiebron gebruikt. De gebruikelijke afkorting is eloc. 
Bij locomotieven wordt de elektrische energie meestal aangevoerd door de bovenleiding die boven de spoorbaan hangt; in enkele gevallen ook wel door een derde rail, bij locomotieven wordt dit laatste weinig toegepast. De elektrische energie wordt opgenomen door middel van een pantograaf, of bij een derde rail met een sleepcontact. De elektrische energie wordt in de locomotief gebruikt om de elektromotoren te laten werken. De retourstroom verlaat via de wielen de trein, en vloeit via de rails terug naar het onderstation.
Omwille van talrijke voordelen, zoals hoger rendement en dus minder energieverlies dan bij diesellocomotieven, zijn elocs vooral in Europese landen populair. In Zwitserland zijn er vrijwel uitsluitend elocs in gebruik. Er zijn ook nadelen: vooral het aanleggen en exploiteren van een bovenleiding is vrij kostbaar. 
De bovenleidingspanning verschilt per land. Bovendien is er een essentieel onderscheid naar gelijkspanning en wisselspanning. Zie elektrificatie voor een lijst met bovenleidingspanningen.
Bij de wisselstroomsystemen wordt de spanning met een transformator verlaagd naar een goed hanteerbare waarde. Er zijn locomotieven die geschikt zijn voor twee of meer stroomsystemen: bicourante (2-stroomsystemen) of polycourante (meer spanningen) locomotieven. Om de snelheid van de trein te regelen, en om beschadiging van de motoren te voorkomen, is een eloc voorzien van vermogenselektronica. 
Tot circa 1980 vond de vermogensregeling bij gelijkstroomlocomotieven plaats met voorschakelweerstanden, die ruim de helft van de elektrische energie omzetten in warmte als de regelaar niet in de eindstand stond. Daarbovenop werden de motoren nog stapsgewijs anders geschakeld. Bij het wegrijden eerst alle motoren in serie, vervolgens serie-parallel en uiteindelijk parallel (NS locomotiefserie 1100). Bij de locomotieven met 6 tractiemotoren waren er zelfs 2 serie-parallelstanden (2 groepen van 3 en 3 groepen van 2) zoals in de NS locomotievenseries 1200 en 1300. In de jaren na 1980 kwam de thyristorsturing (choppers) in zwang, bijvoorbeeld de NS-locomotievenseries 1600, 1700 en 1800. Na 1990 werd er meer gekozen voor de inverter-draaistroomtractie. Deze systemen zijn ieder, met 20 à 35 % resp. 25 à 40 %, energiezuiniger dan hun voorganger.
Bij klassieke wisselstroomlocomotieven vond de vermogensregeling plaats door te schakelen tussen de verschillende aftakkingen van de transformator. Ook in landen met wisselstroomvoeding is men inmiddels overgestapt op thyristor- en IGBT-gestuurde draaistroomtractie.

## Acculocomotief
De elektrische energie kwam vroeger in enkele gevallen uit een accu (dat noemt men een acculocomotief). In Nederland is dit slechts toegepast bij de in 1908 gebouwde HSM 201 en 202 (later NS 81 en 82) en de in 1926 gebouwde locomotieven 83 en 84. Beide laatste zijn reeds in 1931 verbouwd tot diesellocomotief. Ook in Duitsland is dit op bescheiden schaal toegepast; wel heeft men daar lange tijd (tot in de jaren negentig) met een serie Baureihe 515 "Akku-Triebwagen" of ETA 150 en 176-180 gereden, in de jaren tachtig zelfs tussen Aken en Maastricht.